# Reichertella stackelbergi
Reichertella stackelbergi är en tvåvingeart som beskrevs av Nina Krivosheina 2000. Reichertella stackelbergi ingår i släktet Reichertella och familjen dyngmyggor. Inga underarter finns listade i Catalogue of Life.